# پسران اکشن
پسران اکشن (به کره‌ای: 우린 액션 배우다) یک فیلم مستند کره جنوبی محصول سال ۲۰۰۸ به کارگردانی یونگ بیونگ-گیل است. این فیلم تعداد معدودی از دانش‌آموزان فارغ‌التحصیل مدرسه اکشن سئول را دنبال می‌کند که سعی می‌کنند به‌عنوان بدل‌کار فیلم، با موفقیت‌های متفاوت، کار منظمی پیدا کنند. این فیلم که در ۲۸ اوت ۲۰۰۸ در کره جنوبی اکران شد، اولین نمایش مهم خود را در جشنواره فیلم ونکوور در ۲۹ سپتامبر ۲۰۰۸ انجام داد.